# Classe Type 1939
La classe Type 1939  est une classe de quinze torpilleurs construite pour la Kriegsmarine  durant la Seconde Guerre mondiale au chantier naval Schichau-Werke d'Elbling.

Ce sont de destroyers moyens (en allemand : Flottentorpedoboot) connus aussi sous le nom de classe Elbing par la flotte alliée.

## Conception
Ils sont comparables aux destroyers moyens de l'époque mais avec une artillerie principale moins importante que les destroyers britanniques de classe L et M. 

## Service
Ces navires ont combattu essentiellement sur la côte ouest française de fin 1942 à août 1944 puis uis ils ont servi en mer Baltique jusqu'à la fin de la guerre.

Ils furent des navires de combat efficaces. L'un de leurs succès fut de couler le croiseur léger britannique HMS Charybdis et le destroyer d'escorte HMS Limbourne le 23 octobre 1943. 
La 4e flottille de torpilleur, comprenant les T22, 23, 24, 25 et 26, fit des tentatives de forcage de blocus pendant lesquelles les T25 et T26 furent perdus. Les T22, T30 et T32 sautèrent accidentellement dans un champ de mines allemand le 18 août 1943 dans le Golfe de Finlande. Le 29 avril 1944, le T24 torpilla le destroyer canadien NCSM Athabaskan (G07) au large du phare de l'Île Vierge et le T27 endommagé s'échoua près de Kerlouan.

## Les unités
| N° de coque | Quille         | Lancement         | Mis en service   | Sort |
| ----------- | -------------- | ----------------- | ---------------- | --- |
| T 22        | 1940           | 1941              | 28 février 1942  | coulé le 18 août 1944 sur mine en mer Baltique                                                                            |
| T 23        | août 1940      | 14 juin 1941      | 14 juin 1942     | Transfert à la France L'Alsacien (détruit en 1955)                                                                        |
| T 24        | septembre 1940 | 13 septembre 1941 | 17 octobre 1942  | coulé le 24 août 1944 par bombardement sur Bordeaux                                                                       |
| T 25        | novembre 1940  | 1er décembre 1941 | 12 décembre 1942 | coulé le 28 décembre 1943 par HMS Glasgow (C21) et HMS Enterprise (D52) lors de l’Opération Stonewall (Golfe de Gascogne) |
| T 26        | mai 1941       | 18 février 1942   | 27 février 1943  | coulé le 28 décembre 1943 par HMS Glasgow (C21) et HMS Enterprise (D52) lors de l’Opération Stonewall (Golfe de Gascogne) |
| T 27        | juillet 1941   | 20 août 1942      | 17 avril 1943    | échoué dans l'Aber-Wrac'h et détruit par vedette-torpilleur britannique le 6 mai 1944.                                    |
| T 28        | septembre 1941 | 24 juin 1942      | 19 juin 1943     | capturé par la France après le Débarquement de Normandie. Le Lorrain (détruit en 1959)                                    |
| T 29        | 1942           | 16 janvier 1943   | 21 août 1943     | coulé le 26 avril 1944 sur mines dans Golfe de Finlande                                                                   |
| T 30        | avril 1942     | 13 mars 1943      | 24 octobre 1943  | coulé le 26 avril 1944 sur mines dans Golfe de Finlande                                                                   |
| T 31        | 1942           | 22 mai 1943       | 5 février 1944   | coulé le 20 juin 1944 par Vedette-torpilleur Union soviétique                                                             |
| T 32        | octobre 1942   | 17 juillet 1943   | 8 mai 1944       | coulé le 18 août 1944 sur mines dans Golfe de Finlande                                                                    |
| T 33        | janvier 1943   | 4 septembre 1943  | 15 juin 1944     | Transfert à l'Union soviétique Primerniy (détruit en 1957)                                                                |
| T 34        | mars 1943      | 23 octobre 1943   | 12 août 1944     | coulé le 24 novembre 1944 sur mines posée par le L-3 au Cap Arkona                                                        |
| T 35        | avril 1943     | 11 décembre 1943  | 7 octobre 1944   | Transfert à la France pour servir de pièces détachées                                                                     |
| T 36        | juin 1943      | 5 février 1944    | 9 décembre 1944  | coulé le 5 mai 1945 sur mines à Świnoujście                                                                               |